# Herzebrock-Clarholz
Herzebrock-Clarholz est une commune de Rhénanie-du-Nord-Westphalie (Allemagne), située dans l'arrondissement de Gütersloh, dans le district de Detmold, dans le Landschaftsverband de Westphalie-Lippe.

## Histoire
| Appartenances historiques Seigneurie de Rheda 1190-1808 Grand-duché de Berg 1808-1813 Royaume de Prusse (Province de Westphalie) 1815-1918 République de Weimar 1918-1933 Reich allemand 1933-1945 Allemagne occupée 1945-1949 Allemagne 1949-présent |

## Personnalités liées à la ville
- Caspar von Zumbusch (1830-1915), sculpteur né à Herzebrock.

## Jumelage
- Le Chambon-Feugerolles depuis le 8 avril 1973
- Steenwijkerland